# Бевеж
Бевеж (фр. Beveuge) насеље је и општина у источној Француској у региону Франш-Конте, у департману Горња Саона која припада префектури Лир.
По подацима из 2011. године у општини је живело 83 становника, а густина насељености је износила 16,02 становника/km². Општина се простире на површини од 5,18 km². Налази се на средњој надморској висини од 300 метара (максималној 300 m, а минималној 265 m).

## Демографија
| 1962. | 1968. | 1975. | 1982. | 1990. | 1999. | 2011. |
| ----- | ----- | ----- | ----- | ----- | ----- | ----- |
| 85    | 103   | 96    | 115   | 114   | 93    | 83    |

График промене броја становника у току последњих година